# História do Amor
O Qing shi (em chinês:  情史, História do Amor) ou Qingshi leilüe (em chinês:  情史類略, "História das categorizações do amor") é uma coleção de contos em chinês clássico atribuídas a Feng Menglong (1574–1645).

## Apresentação
O Qing shi foi escrito por volta de 1628–1630. É uma antologia de contos de amor, considerada uma das obras mais representativas do "culto de qing" (culto das emoções/paixões/amor), expressão contemporânea que designa uma corrente literária muito presente no final do Dinastia Ming e sob a dinastia Qing. Foi definido "como reflexão sobre o fenômeno do amor e como a tentativa mais ampla na China tradicional de rastrear as origens da pulsão reprodutiva e, em seguida, varrer suas formas culturais, incluindo as puramente hedonísticas, e suas várias reelaborações sobrenaturais". O autor Feng Menglong expõe seu sentimento:
"Sempre tive a ambição de escrever uma história de qing e, desde jovem, sempre me orgulhava de ser um fanático por qing. Sempre desnudo minha alma entre meus amigos, compartilhando com eles nos momentos bons e ruins. ... Cada vez que encontro uma pessoa rica em qing, sempre quero mostrar meu respeito por ela, e cada vez que vejo uma pessoa que não tem qing e cujas opiniões não concordam com as minhas, sempre tento guiá-la pacientemente com qing. Eu desisto apenas quando essa pessoa se recusa absolutamente a ouvir. Eu já disse antes em tom de brincadeira que me tornaria um Buda para salvar o mundo depois de morrer, porque não posso esquecer meu qing pelas pessoas deste mundo. E eu viria a este mundo com o título de "Buda do Amor e Alegria Ilimitados"
Inspirado por Wang Yangming, um neoconfuciano que propunha que qualquer pessoa tinha uma sabedoria inata, sugeriu no prefácio uma utopia, tornando qing como fundamento para uma religião secular:
"Minha intenção tem sido escolher as melhores entre as histórias relativas ao qing, tanto antigas quanto contemporâneas, e escrever um breve relato para cada uma, de modo que eu possa tornar conhecida aos homens a natureza permanente do qing e, assim, transformar os insensíveis em homens de sensibilidade e transformar o sentimento privado em interesse público. Assim, em vilas, condados, até mesmo em todo o mundo, os homens lidarão amigavelmente uns com os outros, no espírito de qing. Sempre esperei que meu esforço pudesse ajudar a criar uma mudança nos costumes e convenções negativas da sociedade. ... Eu pretendo estabelecer uma escola de qing para ensinar todos os que estão vivos, para que um filho enfrente seu pai com qing e o vassalo enfrente seu senhor com qing. Pode-se, então, deduzir as relações de todos os vários fenômenos deste único ponto de vista. ... Observar o surgimento do qing será como ver o brotar das flores da primavera, que traz alegria e felicidade para todos. Naquela época, roubos e furtos deixarão de acontecer, e o mal e a traição nunca mais surgirão; o Buda não terá mais uso para sua misericórdia e perdão, e o sábio não terá mais uso para seus ensinamentos de benevolência e retidão"
Esta antologia de narrativas apropriou-se da estrutura de enciclopedismo, vinculado à história e à afirmação de autoridade, mas que era popular também pelo conjunto de classificações. Apresenta-se na forma de uma compilação de textos, organizada em 24 capítulos com subseções temáticas, e agremiados com um corpo bem importante de paratexto (prefácios, notas, histórias conexas em espelho, etc.). O objetivo declarado é categorizar as histórias a fim de extrair conhecimento. O autor visava instigar ressonâncias emocionais no leitor, como ele afirma no prefácio descrevendo seu projeto de cada capítulo:
"Esta compilação começa com o capítulo "Fidelidade" para levar as pessoas à admiração da virtude. Ele continua com o capítulo sobre "Predestinação" para ajudar as pessoas a entenderem seu destino. Os capítulos sobre "Casos clandestinos" e "Paixão" irão satisfazer seus desejos, enquanto aqueles intitulados "Adversários" e "Amor arrependido" lhes permitirão dar vazão à sua indignação. Os capítulos sobre "Magnanimidade" e "Cavalheirismo" irão expandir seus corações, e aqueles sobre "Eficácia" e "Pathos" irão adicionar uma dimensão sobrenatural aos assuntos mundanos. Os capítulos sobre "Loucura" e "Ilusão" irão ajudá-los a alcançar a iluminação, enquanto aqueles sobre "Devassidão" e "Entrave" irão estrangular sua imoralidade. Os capítulos sobre "Antropopatia" e "Metamorfose" permitirão que eles ultrapassem sua própria espécie, "Brotar" não pretende caluniar os sábios e dignos, e "Implausibilidade" não se ventura a acusar fantasmas e deuses, qualquer. Tomando como modelo o que foi dito sobre o Odes, que pode ser "uma fonte de inspiração", "uma base de avaliação", "um meio de convivência", "uma forma de ressentimento", e que pode "familiarizá-lo com os nomes de vários pássaros, feras, plantas e árvores"—todos os tipos de fenômenos foram cobertos exaustivamente na presente coleção. Pode servir como um espelho brilhante para pessoas ricas de emoção e como magnetita para quem não tem emoção"
Existem alguns volumes que não explicam especificamente as definições do cabeçalho. Por exemplo, "Amor na Esfera Externa" é um deles. Seu conteúdo é selecionado a partir de histórias de amor entre pessoas do mesmo sexo das dinastias anteriores. Os títulos são:
1. Capítulo 1, Categoria de Fidelidade no Amor: maridos e mulheres castos e corretos, concubinas fiéis, cortesãs fiéis
2. Capítulo 2, Categoria de Predestinação no Amor: casais acidentais, casais idosos, esposas que escolhem seus próprios maridos, reunião de marido e mulher
3. Capítulo 3, Categoria de Casos de Amor Clandestinos
4. Capítulo 4, Categoria de Cavalheirismo no Amor
5. Capítulo 5, Categoria de Extravagância no Amor: extravagância, luxúria, loucura, ousadia
6. Capítulo 6, Categoria de Paixão no Amor: homens amando mulheres, mulheres amando homens, homens e mulheres se amando
7. Capítulo 7, Categoria de Loucura no Amor
8. Capítulo 8: Categoria de Pathos/Contato no Amor: tocante às pessoas, tocante aos espíritos, tocante às coisas
9. Capítulo 9, Categoria de Ilusão no Amor: fantasia, partida da alma, posse da alma, evocação da alma, pintura de sonho, ilusionismo
10. Capítulo 10, Categoria de Eficácia no Amor: cura e regeneração, morrer juntos, cumprir um voto após a morte, praticar aliança após a morte, buscar a felicidade após a morte, renascimento para realizar aspirações, renascimento para espalhar a fé, ver forma após a morte, beatitude após a morte, restos em caixão
11. Capítulo 11, Categoria de Metamorfose no Amor
12. Capítulo 12, Categoria de Arranjos Casamenteiros no Amor: arranjo de fada, arranjo de amigo, arranjo de oficial, arranjo de esposa, arranjo de palavra, arranjo de poesia, arranjo de caracteres/números, arranjo de fantasma, arranjo de vento, arranjo de folha vermelha, arranjo de tigre, arranjo de raposa, arranjo de formiga
13. Capítulo 13, Categoria de Arrependimentos no Amor: supremo desapego, não fazer nada, morte triste, regeneração malsucedida
14. Capítulo 14, Categoria de Adversários no Amor: prevenção do casamento, partida, má sorte, concubina, calúnia, engano, violência
15. Capítulo 15, Categoria de Brotar do Amor
16. Capítulo 16, Categoria de Recompensa no Amor: com inteligência, inteligência negativa
17. Capítulo 17, Categoria de Devassidão no Amor
18. Capítulo 18, Categoria de Entraves no Amor: perda de riqueza, bajulação, difamação, perigo, falsas acusações, deficiência do corpo, morte e lascividade de mulheres
19. Capítulo 19, Categoria de Implausibilidade no Amor: budismo, deuses, seres iluminados/fadas diversas, fadas da terra, deuses da montanha, deuses da água, deuses do dragão, deuses do templo, deuses diversos
20. Capítulo 20, Categoria de Fantasmas no Amor: fantasmas no palácio, fantasmas nas tumbas, fantasmas no funeral, fantasmas nas viagens, casamento isolado, fantasmas sem nome
21. Capítulo 21, Categoria de Demônios/Monstros no Amor
22. Capítulo 22, Categoria de Amor na Esfera Externa
23. Capítulo 23, Categoria de Antropopatia no Amor: pássaros, animais, peixes e insetos, plantas e árvores
24. Capítulo 24, Categorias de Vestígios/Memória do Amor: poesia, palavras e assuntos diversos
25. Capítulo 25, Categoria dos Traços de Emoção